# Херцогство Гаета
Херцогство Гаета (на италиански: Ducato di Gaeta) е херцогство през Средновековието в Южна Италия със столица град Гаета. Възникнало е през началото на 9 век като се отделя от Византийската империя.
Първият консул на Гаета от 839 до 866 г. e Константин, който управлява със своя син Марин I, бил васал на Андрей II, херцога на Неапол. След него властта има Доцибилис I (консул на Гаета 866 – 906), който създава своя династия, която управлява Гаета de facto. Доцибилис II (умр. 954) е първият който има титлата dux или херцог (933).
Гаета била завоювана от лангобардите през 1032 г.